# 马德谷
马德谷（Mad Vallis）是火星希腊区的一条河谷，其中心坐标位于南纬56.5度、西经283.9度处，全长524公里，以美国佛蒙特州的马德河命名。